# Куорне
Куорнѐ (на италиански: Cuorgnè; на пиемонтски: Curgnè, Курние) е град и община в Метрополен град Торино, регион Пиемонт, Северна Италия. Разположен е на 414 m надморска височина. Към 1 януари 2023 г. населението на общината е 9531 души, от които 1216 са чужди граждани.

## География, административно деление и население
Централното ядро на общината е разположено на 414 m надморска височина в устието на долината Орко, на територията между гранитния релеф на Белмонте, Монте Сольо и планинския връх Куинцейна. Най-важното ядро стои на десния бряг на потока Орко, в огромния моренов амфитеатър, образуван от ледниците между тази долина и Вал Соана. Червените гранитни острови излизат от мореновия алувиален терен под хълмовете Костоза и Санта Лучия. Друго гранитен разкритие, но по-светло на цвят, над Педаджо, представлява основата на могилата, върху която се намира Вила Ида. От дясната страна на Орко пък има гнайс, използван от древни времена като строителен камък.
След Втората световна война градът се развива значително и на левия бряг на потока, в района Педаджо и в местностите Бианчета и Кашинете.
Граничи със следните 9 общиниː Валперга, Сан Коломбано Белмонте, Киезануова, Борджало, Праскорсано, Канискио, Кастеламонте, Понт Канавезе, Алпете. Отстои на 35 km от Торино и на 120 km от Милано.
Има следните подселища и местностиː Белведере, Камерло, Дейро Супериоре, Фантини, Фейе, Форненго, Джаноне, Джаудроне, Горити, Ла Мадалена, Нава, Навета, Парокия-Чокети, Пиова, Раскиоти, Рикауда, Ронки Инфериоре, Сан Бернардо, Сан Джузепе, Сант Анна ди Кампоре, Санта Лучия-Корнето, Таболето, Трионе, Турина, Вазето, Вена, Вернети.
Към 1 януари 2023 г. населението на общината е 9531 души, от които 1216 чужди граждани, сред които преобладават тези на Румъния (402 души). В Куорне живеят трима български граждани.

## Топоним
Произходът на името Cuorgnè е неясен. Хипотезата е, че произлиза от латинското Cornu Nictatio или Corniatu (място, където е бил аларменият рог), или от древноримски собственик Coroniacus, или дори от Cornai („място, богато на дрян“). В една народна приказка се говори за надбягване на прасета, по време на което собствениците на животните ги насърчавали с викове: Cur! Cur! („Бягай! Бягай!“), на което животните отговаряли с грухтене Gnè! Gnè!

## История
Произходът на Куорне е древен. Близо до него било селището „Канава“ (от келтското Knappe или Canaba, може би от племето саласи, и от латинското Cohors Canava, от което произлиза топонимът „Канавезе“), изчезнало около 1030 г. след наводнение на потока Орко. На негово място се появяват селищата Куорне, Кастеламонте и Валперга.
Куорне е построено на стратегическа позиция, в устието на долина, първо като място за зимно отглеждане на овце, след това като военна база и накрая като търговски център за обмен на продукти от равнината с тези от алпийските долини отзад.
По време на римското господство районът на Куорне принадлежи на муниципиума на Юлия Августа Тавринорум – днешен Торино.
През Средновековието първите господари твърдят, че са потомци на крал Ардуин от Ивреа. През Ранното средновековие Куорне принадлежи на графовете Валперга. Документирани са борбите между местните благороднически семейства за господство над територията и непрекъснатите набези на наемнически армии. Те водят до голямото народно въстание, наречено Тукинаджо (1386 – 1391), което по-късно се трансформира в гражданска война и което е прекратено от Амадей VII Савойски, който обсажда и завладява Куорне, налагайки помирение. Оттогава центърът Куорне следва събитията в Савойското графство и херцогство. Куорне се превръща във важен търговски център, пресечна точка между равнината и планината.
Френски, испански, австрийски и наемнически войски, както и разбойнически роти, преминават през региона и оставят своя отпечатък. Чумата от 1630 г. причинява повече от 600 жертви в Куорне.
През годините на Френската революция дървото на свободата е засадено в Куорне и градът трябва да предостави две роти на Великата армия на Наполеон, засегната освен това от дезертьорство, което набъбва в редиците на народната армия и което води до бунта на сабото.
След като Савойската монархия е възстановена, Виктор Емануил I разполага отряд от кралски карабинери в Куорне (сила, която той основава през 1814 г.) – свидетелство за значението, което се придава на града. През 1878 г. там са построени Алпийските казарми, съществували в града до последния следвоенен период.
Куорне участва в движението Рисорджименто и движението на Гарибалди, в което се открояват братята Пинели и магистратът Джузепе Гилиери. През XIX век в града се развива и кооперативното движение с Дружеството за взаимопомощ (1853), което дава началото на складове, магазини, пекарни, изби, училища и библиотеки, допринасяйки за разпространението на популярната култура.
Първата световна война води до 87 жертви за града. С идването на фашизма през октомври 1922 г., два дни след похода към Рим,  занаятчията Джорджо Ребуфо е убит на вратата на местното дружество за взаимопомощ . През 1940 г. много млади мъже са назначени като механици на военни кораби и много от тях падат в битка.
През 1927 г. Куорне променя провинцията, премествайки се от тази на Торино в тази на Аоста заедно със 113 други общини от бившия окръг Ивреа, чрез Кралски указ от 2 януари 1927 г. С Кралския указ от 3 август 1928 г. общинската територия е временно увеличена чрез обединяване на разпуснатите общини Борджало, Канискио, Киезануова, Колерето Кастелнуово, Праскорсано, Салто и Сан Коломбано Белмонте. Получава статут на град през 1932 г.
През годините на Втората световна война, между 1940 и 1943 г., 51 еврейски бежанци (включително около десет деца) от Сплит са интернирани в Куорне. След 8 септември 1943 г., с германската окупация, групата веднага бяга. Повечето намират убежище в Швейцария, но някои вместо това се отправят на юг, за да срещнат съюзническата армия. В крайна сметка всички интернирани успяват да се спасят, с единственото изключение на Ернестина Леви, която умира от естествена смърт в Куорне на 15 февруари 1942 г. по време на принудителния си престой.
Участието в освободителната война е масово и много хора загиват, жертви на репресии, до разстрела на петима граждани на 1 май 1945 г.
С края на Втората световна война провинция Аоста е премахната със законодателния декрет на заместника от 7 септември 1945 г. Куорне и всички общини, които не са включени в територията на Вале д'Аоста, се връщат към провинция Торино.

## Забележителности

### Религиозна архитектура

#### Църква „Свети Йоан“
Църквата (Chiesa di San Giovanni) в центъра на древното селище (сега улица „Ардуин“), е била църквата на Братството на милостта, посветена на Свети Йоан Деколат. Братството в чест на този светец е помагало на осъдените на смърт и е придружавало телата им до църквата; то също е имало важната привилегия да може всяка година да освобождава един осъден на смърт. Основните произведения на изкуството на тази църква са седемте големи картини върху платно, рисувани през 1742 г. от художника Лука Росети да Орта. Всички картини представят сцени от живота на титулярния светец на църквата: две групи от по три са до главния олтар, докато в почетната позиция зад олтара е най-важното изображение: мъченичеството на Свети Йоан.

#### Църква „Свети Далмаций“
Според традицията първата енория на Куорне, вече посветена на Свети Далмаций от Педона, според документ от 1154 г., датира от времето на свети Евсебий от Верчели. Църквата (Chiesa di San Dalmazio) е реновирана през 1472 г. и тъй като не достига място, през 1575 г. е решено тя да се построи отново, като се промени ориентацията ѝ, както се вижда днес. Новата структура, завършена през 1592 г., е проектирана с три нефа, разделени от осем колони. На 1 септември 1804 г. стълб на църквата внезапно се срутва, компрометирайки стабилността ѝ. Така е решено изцяло да се направи нова църква, която е открита през 1810 г. Енорийската църква днес се представя в структурата си от XIX век. През 1825 г. е построен параклис-светилище, посветен на Мадона дела Ривасола, фреска в късноготически стил, датираща от XV век, идваща от оброчен пилон, отделена и транспортирана до сегашното й място. От векове Мадона дела Ривасола е смятана за майка и защитница на града и на всички жители.

#### Църква на Пресвета Троица
На кратко разстояние от енорийската църква се намира църквата Santissima Trinità, за която се предполага, че първоначално е била ораторий с прилежащо убежище за поклонници, построена от 1510 г. от францисканците. През 1581 г. те го отстъпват на Братството на Пресвета Троица, създадено в Куорне през 1535 г. Благодарение на социалното ниво на членовете – почти всички благородници или хора с престиж, и на многобройните завещания и дарения със значителна стойност, братството достига до значително богатство. Впоследствие през 1582 г. Бернардино Босето – ректор на братството, подписва споразумение с майстора Джовани Чернезе от Лугано, пребиваващ във Валперга, за издигането на църквата. Фасадата й е завършена през 1637 г. от майстор Бернардино Сомачо от Лугано. Други жители на Лугано – Карло и Антонио Скала построяват параклиса вдясно през 1663 г., посветен на Пресветата плащеница. През 1674 г. се появяват плащания към художника Джакомо Рива Берта за някои картини вътре в сградата. Сред художествените произведения, присъстващи в църквата, особено внимание заслужава грандиозната дървена олтарна картина: тържествен декоративен апарат със статуи на светци и ангели, подредени в корона около централна група, изобразяваща Отец и Син, които коронясват Пресвета Богородица. Тя е дело от 1691 г. на Пиетро Антонио Перука от Валперга. След като братството се разпада, църквата е затворена за обществеността през 1895 г. Предвид значителния художествен интерес, през 1984 г. общината става неин собственик и започва поредица от реставрационни дейности за повторно използване на църквата за културни цели, като я превръща в мултимедиен център и конферентна зала.

### Градска архитектура

#### Общинска палата и театър
Сградата на кметството на Куорне е построена в началото на XVII век от бенедиктинските монахини, които, принудени да изоставят Белмонте след указите на Трентския събор, искат да построят свой манастир в Куорне. Сградата на манастира все още запазва оригиналната структура, като например красивия вътрешен двор с портик, в който елементите на манастирската обител все още са лесно разпознаваеми. От северната страна стои църковната сграда, в момента общински театър – сравнително малка по размер, защото е запазена за религиозната общност, с хор и салон; от другата страна е имало помещения, предназначени за трапезария и кухни. Голяма покрита галерия минава над манастира, позволявайки достъп до сградата на капитала и стаите. След като религиозните ордени са разпуснати, общината взима сградата през 1802 г. и я използва като свое седалище.
През 1860 г. е решено да се премести общинският театър в обширното помещение на църквата; проектът за обновяване е изработен през 1865 г. от местния архитект Пиер Джузепе Дзербольо и театърът са завършени на следващата година. Сцените и фоновете са проектирани от някои художници, които по това време прекарват летния период в близкия град Ривара и взимат името „Школа Ривара“ от този град. По-специално гледката с Куорне, видян от стария мост над потока Орко, е дело на техния основател Карло Питара. Орнаментите са дело на Джакомо Роси от Лугано и на Джузепе Чева от Торино, декорациите и позлатените части са от Винченцо Руфино от Торино, а фигурите са изработени от Луиджи Крозио от Акуи. Управляван директно от общината до 1919 г., през същата година е отдаден под наем на частни лица, които създават общинското кино – едно от първите кина в района на Канавезе. Сценичното обзавеждане и декорите са до голяма степен унищожени. След като помещенията отново стават свободни около 1970 г., те са възстановени от Туристическата асоциация на Куорне „Про Локо“. Отворен е отново за обществеността през 1976 г., за да бъде затворен отново през февруари 1983 г. Оттогава той е домакин само на временни изложби.

#### Платцдарм
Централният площад Piazza Martiri della Libertà, по-известен като Платцдарм (Piazza d'Armi), е главният и най-голям площад в града. Намира се непосредствено южно от историческия център, където се събират главните градски пътища. По-рано наричан Piazza del Magnetto, първоначално е получен отчасти от земята под старите стени на юг от селото. През 1821 г. пазарът за добитък е преместен там от Киовера. През 1836 г. от четирите страни на площада са засадени двойни редици чинари и диви кестени, които образуват характерните периметрови алеи с дървета. За известен период се нарича Пиаца Торино, само за да стане по-късно Пиаца д'Арми поради използването му за военни учения, като склад за боеприпаси и конюшни. От западната страна през 1878 г. Военното министерство решава да построи нова алпийска казарма, използвана за настаняване на 100 мъже, които до завършването ѝ са отседнали в бившия манастир Ривасола. Общата стойност на работата, завършена през 1884 г., е 96 216 лири, от които 67 426 са финансирани от правителството, а останалите от общината, която става съсобственик. Към казармата е най-голямото пространство за учения на войниците, докато по-малкото пространство към улица „Торино“се използва за търговия. Площадът също така става домакин на първите футболни мачове на местния отбор Валорко, който играе своите мачове тук до 40-те години на XX век. През последните месеци на войната казармите са първо ударени от партизански атаки, а след това опожарени от отстъпващите нацистки войници. След войната казармата е разрушена.

#### Дом на крал Ардуин
С изглед към живописната улица „Ардуино“, с портици, която пресича стария център, т. нар. Casa del re Arduino е готическа сграда върху трисводест портик с дървен таван и теракотени декорации. По традиция там е отсядал монархът.

#### Дом на музиката
Характерна сграда, която заслужава кратко споменаване, е тази на Дома на музиката (Casa della Musica) на няколко крачки от Платцдарма. Сградата е седалище на престижната Филхармонична академия на Concordi – една от най-старите в Пиемонт, активна още през 1773 г. и официално одобрена през 1787 г., която получава многобройни и важни официални признания. Домът първоначално е построен като електрическа кабина за тролейбуса Ивреа-Куроне. През 1932 г. предоставена от общината на Филхармоничната академия, тя е разширена и преобразувана, за да се адаптира към новите нужди с настаняване на горния етаж за маестрото. На фасадата може да се види красивата украса с надпис, първоначално фланкиран от телохранители, както и оформянето на фасадите и покривът с характерните комини.

#### Паметник на загиналите
Непосредствено пред Дома на музиката е Паметникът на загиналите (Monumento ai Caduti), излят през 1922 г. от скулптора Гаетано Орсолини, сътрудник на Леонардо Бистолфи. Заслужава да се спомене и паметникът на загиналите партизани от Втората световна война, създаден от Умберто Мастрояни, който се намира на площад „Моргандо“ пред кметството.

#### Мост над Орко
В Куорне все още има четири арки на древен мост над потока Орко. През Средновековието селището е важен търговски център в района и голяма част от значението му е свързано с наличието на моста, дълго време единствената пътна връзка с долините Орко, Соана и Сакра. Търговците, които отиват от Ивреа до Авиляна и хълмовете на Вал ди Суза, когато долните бродове не са приложими, непременно трябва да минат през моста. За да използват прохода, трябва да платят такса – всъщност районът все още се нарича Il pedaggio („пътна такса“). 
По това време потокът Орко все още не е впрегнат и беден на вода, както в днешно време, и яростта му е наистина опасна. През цялата си история Куорне винаги води упорита битка с него, за да поддържа този мост ефикасен, което е от жизненоважно значение за икономиката на общността. Несигурността на моста тласкат жителите на града през 1464 г. да решат да го построят по по-траен начин, на мястото на сегашния Стар мост: работите са поверени през 1469 г. на Джовани ди Пиаченца. Едва в края на XVII  век идеята за конструкция с каменни арки е взета под внимание: на 7 май 1686 г. Джо Антоио Рацио получава задачата да реконструира някои стълбове, направени с шест страни, подходящи за поддържане на зидани арки. През 1703 г. главата на моста към града с неговия насип е построена от Пиетро Джербольо, Джо Франческо Малието и Лоренцо Канале. През 1780 г. наводнение премахва централните арки, които са преустроени с прости стълбове, свързани с греди. Тъй като реката често мести коритото си, мостът има тринадесет арки от камък и вар. Яростните наводнения от 1845 и 1846 г. премахват всички арки към Салто: тогава е решено той да се построи отново сто метра по-надолу по течението, като се защити със странични стени. Новият мост, който все още издържа добре срещу наводнения днес, е започнат през 1850 г. по проект на инж. Едоардо Капело.
В района на Пиова, на границата с територията на близкия Спинето, може да се види друг романски мост над потока Пиова, близо до вливането му в Орко. Изработен от камък с една арка около 1300 г., мостът представлява древната връзка между жителите на долините Орко и Соана с Кастеламонте и района на Ивреа. Въпреки лошата поддръжка и упадък древният артефакт е устоял на времето. Днес завладян от плевели, достъпът е забранен, тъй като няма брегове, което е потенциално опасно за тези, които искат да се изкачат по него.

#### Фабрика за памук
Важен пример за индустриална археология е „Manifattura cuorgnatese“ – голям индустриален комплекс за обработка на памук, който се намира между град Куорне и потока Орко. Работата по изграждането на фабриката започва през 1872 г. по проект на инж. Адолф Мауке от Неапол и завършен през юни 1874 г. Проектът е характерен, защото за първи път в сгради, предназначени за този вид работа, е замислена вертикална конструкция: по това време, тъй като електричеството все още не съществува, цялата задвижваща сила на машините се осигурява от хидравлични колела, което улеснява подредете системите върху хоризонтални конструкции. Тук обаче има главна хоризонтална въртяща се ос в основите, която изпраща движението към горните етажи с вертикални оси и макари. След като първият завод е завършен, започва изграждането на втори завод със свързано предане, завършвайки характерната U-образна структура с централно тяло и две странични крила. 
Фабриката на града се превръща в най-големия комплекс за преработка на памук в Пиемонт и един от най-големите в Италия със своите 1300 служители и изключително висококачествена продукция във всички диапазони прежди, което ѝ спечели най-важното международно признание. В началото на XX век фабриката е най-голямата индустрия в района на Горно Канавезе със значителни инвестиции и в социалната област, като работнически квартал, столова, магазин, женски пансион и дом за възрастни хора; в допълнение са вилите за мениджъри, една от които наскоро е адаптирана в общински център за възрастни хора. През 1939 г. е открита нова триетажна сграда – третият завод, който е разширен през 1949-1950 г., за да достигне обща дължина от 140 метра. Неотдавнашната криза в обработката на памук, в случая с Куорне, е утежнена от трансфери към финансови компании, които водят до затварянето на заводите в края на 1991 г.
 

Заводът от XIX век е възстановен от общината, която през 1997 г. успява да го купи, за да започне впоследствие реставрация и подобряване на завода. Завършването на възстановителните дейности днес предлага някои възможности за преосноваване и повторно стартиране на пространствата на комплекса, където сега има място за централата на Археологическия музей на Канавезе, някои изложбени зали за конференции и панаири и офисите на Центъра за заетостта на провинция Торино.

### Военна архитектура

#### Кули
Историческият център е доминиран от две характерни кули, символ на Куорне – кръглата кула, наречена Карлевато, вероятно датираща от XII век и част от по-голям замък, и квадратната кула, наречена Часовникова (с произход от XIV век), построена в опозиция на близката кръгла кула. Отстъпена през 1400 г. от семейство Валперга на общината, тя се превръща в наблюдателна кула и след това в камбанария, с промени от XVIII век, които довеждат върха на кулата до сегашната ѝ форма.

## Култура
- Обществена библиотекаː sъздадена през 1954 г. и е сред първите в района на Канавезе. През 1963 г. тя се обогатява с нов отдел: детски. Тази стъпка е много значима. Вниманието, което се отделя на децата, юношите и учениците, е просветно, но преди всичко авангардно за онези времена
- Библиотека на Центъра за изследвания и проучвание на Горно Канавезе CORSAC
- Кино „Маргерита“

## Образование
- Три държавни и една частна детска градина
- Три държавни и едно частно начални училища (от 1-ви до 5-и клас вкл.)
- Едно държавно средно училище от първа степен (от 6-и до 8-и клас вкл.)
- Четири държавни училища от втора степен (от 9-и до 12 клас вкл.)

## Събития
- Майски турнир в двора на крал Ардуин (Torneo di Maggio alla Corte di Re Arduino)
- Патронен празник на св. Луиджи Гонзага – 21 юни